# Електронска музика
Електронска музика је свака музика која укључује електронску обраду и чије извођење подразумијева интензивно коришћење уређаја који претварају електричне импулсе у звук. Иако свака врста музике која настаје или се модификује преко електричних, електромеханичких или електронских уређаја може да буде сматрана електронском музиком, прецизније је да се под електронском музиком подразумијевају композиције у којима је композитор унапријед одлучио који тип електронске обраде да примијени на свој музички концепт, тако да се у крајњем резултату на неки начин осликава интеракција композитора са одабраним медијем.
„Стварање музике преко електронских инструмената је већ дуже вријеме исцрпљено као новост. Коришћење електронике за компоновање, организовање, снимање, миксовање, подешавање боје тона, рандомизацију, извођење и дистрибуцију музике данас је интимно повезано са модерним музичким искуством.“ Са историјске тачке гледишта, електронском музиком се сматра било која музика која настаје употребом електронских музичких инструмената и електронске обраде, док у модерном времену такво разликовање губи смисао, пошто скоро сва данашња снимљена музика, као и већина музичких извођења уживо, зависе од употребе електронике музике. Музички концепти који су некада сматрани напредним (нпр. коришћење звукова из окружења, амбијентална музика, дигитално одабирање или узорковање, компјутерска музика, електронске модификације акустичних звукова итд.) претопили су се са многобројним жанровима популарне музике. Жанрови као што су њу ејџ, хип хоп, техно, џез и народна музика, укључујући електронску, постали су саставни дио музичке продукције. Данас појам електронска музика служи за идентификовање или разликовање музике која користи електронику као централну тачку за инспирацију, као што је музика која користи електронику у служби замишљене продукције која иако може имати неке електронске елементе ипак се у потпуности не инспирише у електроници. „Чиста електронска музика представља звучне таласе који настају као резултат коришћења електронике, без употребе традиционалних музичких инструмената или звукова који се срећу у природи, од. чиста електронска музика настаје у доменима рачунара, синтетизатора и других сродних технологија.“
Изучавање избора звучних мустри и свјетлосних ефеката у електронској музици назива се електроника (грч. еλεκτοσ, „звучна мустра“; стгрч. νικοσ, „свјетлосни ефекат“).

## Порекло: крај 19. века до почетка 20. века
У 19. веку, урађено је више покушаја стварања и снимања звукова механичким или електромеханичким путем. На примјер, њемачки научник Херман фон Хелмхолц је трасирао графичке приказе таласа регуларних звукова како би провјерио своја истраживања на пољу акустике. Веома важан догађај за историју електронске музике, био је изум грамофона од стране Томаса Едисона и Емила Берлинера, који су независно један од другог дошли до изума, 1870-их и 1880-их. Тај изум не само да је створио услове за почетке индустрије снимања, него је и показао да је сваки акустични садржај могуће снимити, (иако не са потпуном прецизношћу у то вријеме), као и сачувати за поновно, касније коришћење.
а прелому 20. века, експериментисање са појава електронике довела је до првих електронских музичких инструмената. Ови иницијални изуми нису ушли у продају, него су кориштени у демонстрацијама и јавним извођењима. Публици су представљане репродукције постојеће музике уместо нових композиција за инструменте. Док су се неки сматрани новитетима и производили су једноставне тонове, Телармониум је прецизно синтетисао звукове оркестарских инструмената. Тиме је остварен видан јавни интерес и дошло је до комерцијалног напретка у пољу мултимедијске музике користећи телефонске мреже.
Критичари музичких конвенција тог времена су сматрали да овај развојни пут има будућност. Феручо Бусони је подржавао компоновање микротоналне музике коју су омогућавали електронски инструменти. Он је предвидео употребу машина у будућој музици, пишући утицајни Sketch of a New Esthetic of Music. Футуристи као што су Франческо Балила Пратела и Луиђи Русоло почели су да компонују музику са акустичком буком да би евоцирали звук машинерије. Они су предвидели експанзију тембра путем електронике у утицајном манифесту The Art of Noises.

### Ране композиције
Развој вакуумске цеви довео је до електронских инструмената који су били мањи, појачани, и практичнији за извођење. Теремин, Мартеноови таласи и траутонијум су комерцијално произвођени од почетка 1930-их.
Од краја 1920-их, повећана практичност електронских инструмената је утицала на композиторе као што је Јозеф Шилингер да их прихвате. Они су типично кориштени у оквиру оркестара, и већина композитора је писала комаде за теремин који би се иначе могли изводити на жичаним инструментима.
Авангардни композитори су критиковали предоминантну употребу електронских инструмената за конвенцијалне сврхе. Електронски инструменти су нудили експанзије у погледу висине тона које су искориштавали поборници микротоналне музике као што су Чарлс Ајвс, Димитриос Левидис, Оливие Месијан и Едгар Варез. Осим тога, Перси Грејнџер је користио теремин за потпуно напуштање фиксног тоналитета, док су руски композитори попут Гаврила Попова третирали овај инструмент као извор буке у иначе акустичној музици буке.

### Снимљени експерименти
Развоји у раној технологији снимања остваривани су паралелно са развојем електронских инструмената. Прва средства за снимање и репродукцију звука су изумљена у касном 19. веку у облику механичких фонографа. Грамофони су постали уобичајени предмет у домаћинствима, и до 1920-их композитори су их користили за репродукцију кратких комада.
Увођење електронских снимака 1925. године је било праћено повећаним експериментисањем са грамофонима. Паул Хиндемит и Ернст Тоџ су компоновали неколико комада 1930. слажући снимке инструмента и вокала уз прилагођавање брзина. Под утицајем ових техника, Џон Кејџ је компоновао Imaginary Landscape No. 1 1939. године подешавајући брзине снимљених тонова.

## Развој: од 1940. до 1950-иx

### Електроакустични тип музике
Додатне информације: Електроакустична музика, снимање звука и репродукција
Први практични аудио снимач је представљен 1935. Побољшања у технологији направљена су коришћењем технике АЦ нагибања, која је значајно побољшала верност снимања. Већ 1942. снимани су тестови у стерео техници. Иако су ови догађаји првобитно били ограничени на Немачку, снимачи и касете су доведени у Сједињене Државе након завршетка Другог светског рата. То је била основа за први комерцијално произведени касетофон 1948. 1944. године, пре употребе магнетне траке за композиционе сврхе, египатски композитор Хелимел Даф, док је још био студент у Каиру, користио је гломазан снимач за снимање звукова древне зар церемоније. Користећи објекте на студијима Радио Блиског истока, Даф је обрадио снимљени материјал помоћу одјека, еха, контроле напона и поновног снимања. Оно што је резултирало сматра се најстаријом композицијом музике на тракама. Настали рад добио је назив Изрека Зара, а представљен је 1944. године у уметничкој галерији у Каиру. Док његови почетни експерименти у композицији на бази траке нису били познати изван Египта у то време, Хелимел Даф је такође познат по свом каснијем раду у електронској музици у Центру за електронску музику Колумбија-Принст крајем 1950-их.

### Електронска музика
У електронском музичком студију ВДР, Келн, 1991. Карлхаинз Стокхаузн је кратко радио у студију 1952. године, а након тога дуги низ година у ВДР Колеџ студију за електронску музику. У Келну, оно што ће постати најпознатији студио за електронску музику на свету званично је отворено у радијским студијима НВДР-а 1953. године, иако је то било у фази планирања још 1950. године, а ране композиције су настале и емитоване 1951. године. У својој тези из 1949. године, Мејр-Еплр је замислио да синтетизује музику у потпуности из електронски произведених сигнала; на овај начин, електронска музика је била оштро диференцирана од Француске конкретне музике, који је користио звукове снимљене из акустичких извора.

### Јапанска електронска музика
Најстарија група електронских музичких инструмената у Јапану, Јамаха Магна Орган је изграђена 1935. године, али након Другог светског рата, јапански композитори као што је Минао Шибата знали су за развој електронских музичких инструмената. Крајем четрдесетих година 20. века, јапански композитори су почели да експериментишу са електронском музиком, а институционално спонзорство им је омогућило да експериментишу са напредном опремом. Њихова инфузија азијске музике у нови жанр би на крају подржала популарност Јапана у развоју музичке технологије неколико деценија касније. Након оснивања компаније за електронику Сони 1946. године, композитори Тору Такемици и Минао Шибата самостално су истраживали могуће употребе електронске технологије за производњу музике. Шибата предвидео развој синтисајзера и предвидио драстичну промену у музици. Сони је почео производити популарне магнетофонске касете за јавну употребу.
Авангардном колективу Јикен Кобо (Експериментална радионица), основаној 1950. године, понуђен је приступ аудио технологији компаније Сони. Компанија је ангажовала Тору Такемици да демонстрира своје касете са композицијама и перформансима електронске траке. Први електронски снимци групе били су "Затворена жена" и који је 1951. године саставио Кунихару Акијама. Многи од електроакустичких трака које су произвели коришћени су као случајна музика за радио, филм и позориште. Такође су одржавали концерте са слајд шоуом који су синхронизовани са снимљеном музичком подлогом. Композитори ван Јикен Киба, као што су Јасуши Акутагава, Сабуро Томинага и Широ Фукаи, такође су експериментисали са радиофонском музиком између 1952. и 1953.

### Америчка електронска музика
У Сједињеним Државама, електронска музика је створена још 1939. године, када је Џон Кејџ објавио Имагинарни пејзаж, бр. 1, користећи две променљиве брзине, фреквентне снимке, пригушени клавир и чинеле, али без електронских средстава за производњу. Кејџ је компоновао још пет "Имагинарних пејзажа" између 1942. и 1952. године (један повучен), углавном за ансамбл удараљки, иако је број 4 за дванаест радио станица, а број 5, написан 1952. године, користи 42 снимка и треба да се реализује као магнетни тапе. Према Оту Луенингу, Цаге је такође извео Вилијам Мик 1954. године, користећи осам звучника, три године након његове наводне сарадње. Вилиамс Мик је био успех на фестивалу у Донашингену где је направио "јаку импресију ". Пројекат "Музика за магнетну траку" формирали су чланови школе у Њујорку (Џон Кејџ, Ерл Бра, Кристијан Вулф, Дејвид Тјудор и Мортон Фелдман), и трајали су три године до 1954. године. У тој друштвеној тами рад Еарла Бровна, Мортона Фелдмана и Цхристиан Волффа и даље представља сјајно светло, јер је на неколико тачака нотације, перформанса и аудиције, акција провокативна.
Кејџ је завршио Вилиамс Мик 1953. године док је радио са пројектом Мјузик фор Магнетик Тајп Проџект. Група није имала стални објекат и морала се ослањати на позајмљено време у комерцијалним студијима звука, укључујући студио Луиса и Бебеа Барона.

### Колумбија-Принстн центар
Владимир Ушачевски, који је био на музичком факултету Универзитета Колумбија, био је задужен за уређај, и готово одмах почео да експериментише са њим. Херберт Русцол пише: "Ускоро је био заинтригиран новим звуковима које је могао постићи снимањем музичких инструмената, а затим их ставио један на други." Ушачевски је касније рекао: "Одједном сам схватио да се магнетофон може третирати као инструмент. У четвртак, 8. маја 1952, Ушачевски је представио неколико демонстрација музике на траку / ефекте које је створио на свом Форуму композитора, у театру на Универзитету Колумбија. То укључује Транспозицију, Реверберацију, Експеримент, Састав и Подводни Валс. У једном интервјуу је изјавио: "Представио сам неколико примера мог открића на јавном концерту у Њујорку заједно са другим композицијама које сам написао за конвенционалне инструменте." Ото Луенинг, који је присуствовао овом концерту, приметио је: " Опрема која му је била на располагању састојала се од Ампек магнетофона и једноставног кутијастог уређаја који је дизајнирао бриљантни млади инжењер Петер Маузеи, да би створио повратну информацију, облик механичке реверберације. Само три месеца касније, у августу 1952, Ушачевски је отпутовао у Бенингтон, Вермонт, на позив Луенинга да представи своје експерименте. Тамо су њих двојица сарађивали на разним деловима. Луенинг је описао догађај: "Опремљен са слушалицама и флаутом, почео сам да развијам своју прву композицију за снимање касета. Обоје смо били течни импровизатори и медиј је испалио нашу машту." где нам је "велики број композитора скоро свечано честитао говорећи:" То је то "(" то значи музика будућности ").
Ворд је брзо стигао у Њујорк. Оливер Данијел је позвао двојицу да "продуцирају групу кратких композиција за октобарски концерт под покровитељством Америчког удружења композитора и емитовања музике, у Музеју модерне уметности у Њујорку. Оклевајући, сложили смо се ... Хенри Кавил нам је ставио свој дом и студио у Вудстоку, на располагање. Крајем септембра 1952. године, путујућа лабораторија стигла је у дневну собу Ушачевски у Њујорку, где смо на крају завршили композиције.
Два месеца касније, 28. октобра, Владимир Ушачевски и Ото Луенинг представили су први концерт у САД. Концерт је укључивао Луенингову фантазију у свемиру (1952) - "импресионистички виртуозни комад” користећи манипулисане снимке флауте - и Лов Спид (1952), "егзотичну композицију која је ушла у флауту далеко испод свог природног домета." Оба дела су настала у дому Хенри Ковела у Вудстоку, НИ. После неколико концерата изазваних сензацијом у Њујорку, Ушачевски и Луенинг су позвани на директан пренос НБЦ-овог Данашњег схов-а како би обавили демонстрацију интервјуа - први телевизијски електроакустички перформанс. Луенинг је описао догађај: "Ја сам импровизовао неке [флауте] секвенце за касетофон. Ушачевски их је тада и тамо ставио кроз електронске трансформације." 1954. је уочио појаву онога што би се сада сматрало аутентичним електричним и акустичким композицијама - акустична инструментација увећана / праћена снимцима манипулисаног или електронски генерисаног звука.

### Средином до краја 1950-их
Први дигитални компјутер у Аустралији, приказан у Мелбурн музеју Године 1954. Стокхаизен је компоновао први електронски комад који је објављен као партитура. Године 1955. почело се појављивати више експерименталних и електронских студија. Значајна је била израда студија у НХК у Токију, чији су оснивачи Тоширо Маиузуми, и студио Филипс, Холандија, који је прешао на Универзитет у Утрехту као Институт за сонологију 1960. године. Први компјутер на свету који је пуштао музику био је ЦСИРАЦ, који су дизајнирали и изградили Тревор Пеарси и Мастон Берд. Математичар Геоф Хил програмирао је ЦСИРАЦ да свира популарне музичке мелодије од почетка 1950-их. Године 1951. јавно је пуштао пуковника Боги Марч, о којем не постоје никакви познати снимци, само прецизна реконструкција. Међутим, ЦСИРАЦ је играо стандардни репертоар и није коришћен за проширење музичког мишљења или композиционе праксе. ЦСИРАЦ никада није снимљен, али музика је била прецизно реконструисана. Најстарији познати снимци компјутерски генерисане музике играли су компјутер Феранти Марк 1, комерцијална верзија беби машине са Универзитета у Манчестеру у јесен 1951. Музички програм је написао Кристофер Стрејчи.

### Уживо електронска музика
Жива електронска музика
Жива електроника (или електроакустична импровизација) је облик експерименталне импровизоване музике која се развила као одговор на ригидност композиције засноване на звуку за фиксне медије као што су музички концерти, рана електронска музика заснована на студију и компјутерска музика. Музичка импровизација често игра велику улогу у извођењу ове музике. У Европи 1964. Карлхајнц Стокшаузен саставио је Микропхоние И за там-там, ручне микрофоне, филтере и потенциометре, и Миктур за оркестар, четири генератора синусног вала и четири модулатора прстена. Године 1965. компоновао је Микропхоние II за хор, Хамонд оргуље и прстенасте модулаторе. 1966-67, Рид Гхазала је открио и почео да подучава "савијање кола" - примену креативног кратког споја, процес случајног кратког споја, стварање експерименталних електронских инструмената, истраживање звучних елемената углавном тембре и са мање гледања на смолу или ритам, и под утицајем алеаторског музичког концепта Јохна Цагеа.

### Успон плесне музике
Електронска плесна музика
Тренд је настављен до данашњих дана са модерним ноћним клубовима широм света који редовно играју електронску плесну музику (ЕДМ). Данас, електронска плесна музика има радио станице, сајтове, и публикације попут Микмага посвећеног искључиво жанру. Штавише, жанр је нашао комерцијални и културни значај у САД и Северној Америци, захваљујући дивље популарном великом кућном простору / ЕДМ звуку који је инкорпориран у америчку поп музику и порасту комерцијалних раве великих размера као што су Туморовленд (фестивал) и Ултра Мјузик Фестивал.

## 2000.-2010.
Како је компјутерска технологија постала приступачнија и музички софтвер напредовао, интеракција са технологијом музичке продукције је сада могућа користећи средства која немају везе са традиционалним праксама музичког извођења: на пример, перформансе лаптопа и кодирања. термин Лајв ПА се односи на било коју изведбу електронске музике уживо, било са лаптопима, синтесајзерима или другим уређајима. У последњој деценији, појавило се више виртуелних студијских окружења заснованих на софтверу, који проналазе популарну привлачност. Такви алати пружају одрживе и исплативе алтернативе типичним производним студијима заснованим на хардверу, а захваљујући напретку у микропроцесорској технологији, сада је могуће креирати висококвалитетну музику користећи мало више од једног преносног рачунара. Такав напредак је демократизовао стварање музике, што је довело до масовног повећања количине домаће електронске музике која је доступна широј јавности путем интернета. Софтверски базирани инструменти и јединице ефеката (тзв. "Плугинс") могу се уградити у компјутерски засновани студио користећи ВСТ платформу. Неки од ових инструмената су мање-више тачне реплике постојећег хардвера. У многим случајевима, ови инструменти засновани на софтверу се звучно не могу разликовати од њиховог физичког партнера.